# Convention du 23 octobre 1829 entre la France et la Prusse
Traité de Paris (20 octobre 1815)
La Convention du 23 octobre 1829 entre la France et la Prusse est une convention signée à Sarrebruck le 23 octobre 1829, concernant une délimitation de la frontière passant entre le département de la Moselle et la Prusse (actuellement le land de Sarre). Plus précisément, d'Apach jusqu'à Blies-Schweyen côté français et de Perl jusqu'au moulin de Urichsmühle côté prussien.
Certaines des localités cédées par la France à la Prusse lors du traité de Paris de 1815 sont rétrocédées à la France via cette convention, soit : Heining, Rémeldorf, Schreckling, Villing, Scheuerwald, Leyding, Bourgesch, Cottendorf et Oltzweiler. Manderen est également cédé via cette convention par la Prusse, mais ne faisait pas partie du traité de 1815.
Deux ans avant cette convention, la Prusse restitua à la France les lieux de Flatten, Gongelfangen, Merten et Bibling en vertu de l'article III de la déclaration du 11 juin 1827, en échange de quoi la France renoncerait désormais aux prétentions qu'elle formait sur le district de la Leyen.
La convention de délimitation est ratifiée le 15 novembre 1829 par le roi de France, Charles X, et le 24 du même mois par le roi de Prusse, Frédéric-Guillaume III. Elle est promulguée le 1er décembre suivant au Bulletin des lois. L'échange des instruments de ratification, qui conditionne son entrée en vigueur intervient le lendemain, 2 décembre, à Metz entre le commissaire français et le délégué du commissaire prussien. Le 1er décembre 1830, le roi des Français, Louis-Philippe Ier, prend une ordonnance organisant les territoires rétrocédés ou cédés à la France.

## Nouvelle frontière
Noms des villages, hameaux ou dépendances, dont les territoires toucheront désormais la nouvelle limite fixée par cette convention définitive entre la France et la Prusse :

### Côté français
- Apach
- Merschweiler avec ses annexes de Belmacher, Kitzing et Nauendorf
- Manderen
- Tinting et Mensberg
- Scheuerwald (la partie sud de son territoire)
- Ritzing
- Launstroff
- Flatten
- Gongelfang
- Waldwise
- Zeurange
- Bourg-Esch
- Cottendorff
- Otzweiller
- Schwerdorff
- Neunkirchen
- Rémeldorff
- Niedwelling et Guertsling
- La portion cédée d'Ihn ou Lognon
- Heining
- La portion cédée de Leyding
- Schreckling
- Willing
- Berweiler
- Merten et Bibling
- La Houve et la ferme de Wendelhof
- La Croix
- Wilhelmsbronn
- L'hôpital et Carling
- Freimeingen et Sainte-Fontaine
- Merlebach
- Cocheren et Ditschwiller
- Rosbruck
- Morsbach et Guensbach
- Forbach (côté Ouest)
- Petite Roselle et vieille Verrerie
- Forbach avec Shœneck, la verrerie Sophie, la ferme de Styring et dépendances
- Spicheren
- Altzing et Zinzing
- Grosbliederstroff et le moulin de Simbach
- Welferding
- Sarreguemines
- Neunkirchen
- Blies-Guerschwiller
- Blies-Schweyen

### Côté prussien
- Perl et Ober-Perl
- Pellingen
- Bourg
- Efft
- Buschdorf
- Scheuerwald (la partie nord de son territoire)
- Wehingen
- Wellingen
- Biedingen et la portion cédée de Waldwise
- Silwingen
- Bieringen
- Oberesch
- Diesdorf
- Furhweiler
- Groshemmersdorf
- Rœrperich-Hemmersdorf
- Nied-Altdorf
- Ihn ou Lognon (la partie nord de son territoire)
- La petite portion cédée d'Heining
- Leiding (la portion nord de son territoire)
- Bedersdorf
- Ittersdorf
- Berus et Saint-Oraine
- Ueberherrn
- La ferme de Warent et le Warentwald
- Les bois triages de Lauterbach
- Lauterbach
- Carlsbrunn
- Saint-Nicolas
- Nassweiler
- Emersweiler et le moulin de Guensbach
- Grand ou Grosrosseln
- Ludweiler
- Geislautern
- Furstenhausen
- Clarenthal
- Krüghütte
- Ziegelhoff
- Gersweiler
- Sarrebruck (la ville et le territoire de)
- Saint-Arneval
- Guidingen
- Saar-Bubingen
- Kleinblittersdorf
- Auersmachern
- Roelchingen
- Hanweiller
- La ferme de Wintring
- Le moulin de Gersveiler
- Ransbach
- Le moulin Urichsmühle